# 南昌高新技术产业开发区
南昌高新技术产业开发区（简称：高新区；全称：南昌国家高新技术产业开发区）是中国江西省南昌市下辖的一个经济开发区，创建于1991年3月，是江西省首个国家级高新技术产业开发区。南昌高新技术产业开发区代管青山湖区的部分村镇并成立了艾溪湖管理处，随着发展高新区代管区域内的艾溪湖西处城市人口区域又成立了湖西新建区，两个类似乡级单位在民政局上均属于青山湖区，另外高新区还代管了南昌县的麻丘镇和昌东镇，总面积231平方公里。